# Лексвик
Лексвик (норв. Leksvik) — коммуна в губернии Нур-Трёнделаг в Норвегии. Административный центр коммуны — город Лексвик. Официальный язык коммуны — нейтральный. Население коммуны на 2007 год составляло 3484 чел. Площадь коммуны Лексвик — 430,22 км², код-идентификатор — 1718.

## История населения коммуны
Население коммуны за последние 60 лет.

Статистика коммуны Лексвик